# Ataria
El Centro de interpretación de Ataria es un centro de interpretación y museo de historia natural situado en el humedal de Salburua, un sitio Ramsar y un importante hábitat de humedal en el País Vasco La región de los humedales es un importante cinturón verde en las afueras orientales de la ciudad de Vitoria, en la provincia de Álava, España. Ataria muestra el valor de los humedales, los cuales están clasificados como clase 1 de los Hábitat de Interés de la Comunidad Europea , y la importancia de la biodiversidad en patrimonio natural de Vitoria. Las  marismas de Salburua están consideradas como "el área de humedal mas valiosa del País Vasco", según un informe de Fedenatur para la Comisión Europea en 2004.

## Características
El complejo fue inaugurado oficialmente en julio de 2009, tras  tres años de construcción, con un coste de casi €7 millones.

### Edificio
El edificio contemporáneo fue diseñado por QVE Arquitectos de Madrid, España. Fue seleccionado para el Festival de Arquitectura Mundial en 2008 y nominado por el "Premio Mies Arch" en 2009. Su construcción está considerada única en lo que se refiere a que el edificio se extiende sobre el humedal que observa. Durante  el primer año de funcionamiento el centro recibió 100.000 visitas.
El edificio alberga un auditorio, exposiciones interactivas, aulas y laboratorios para uso educativo, una cafetería, y oficinas para el Centro de Vitoria de Estudios Medioambientales.

### Terraza de observación

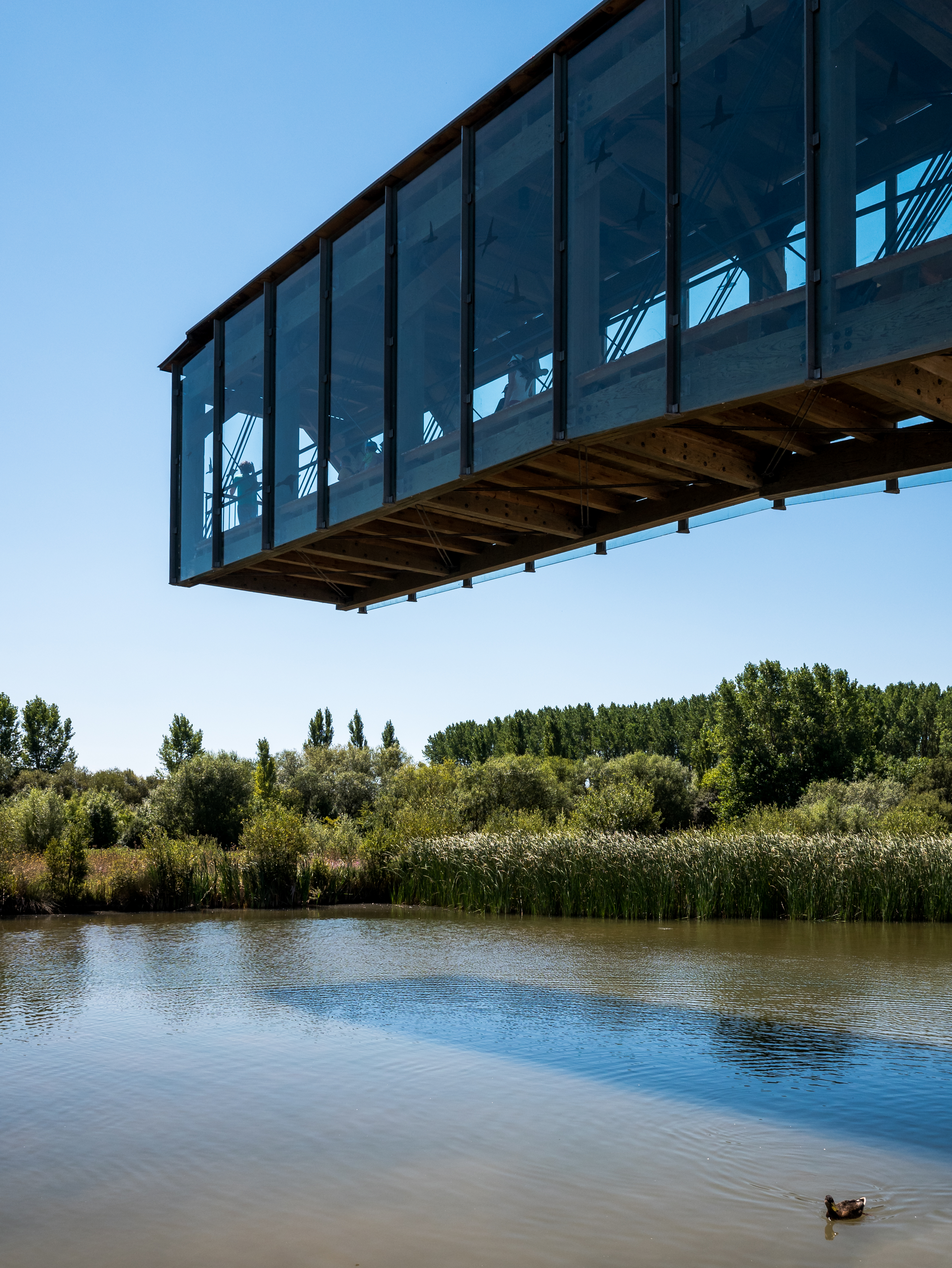
Cubierta de voladizo de observación sobre el humedal de Salburua.

Un terraza de observación de voladizo , de 19,2 metros de longitud, permite a los visitantes la observación sobre el humedal. La terraza cerrada fue construida de chapa de madera laminada y con un entramado de barras de acero. Anclas de hormigón y acero transfieren la fuerza hacia el suelo. La estructura estuvo descrita como "singular" en un artículo del Profesor J. L. Fernández-Cabo, quién lo comparó con el  gran techo de voladizo de madera de un pabellón en la feria de Hanover.